# Juan Conchillos Falcó

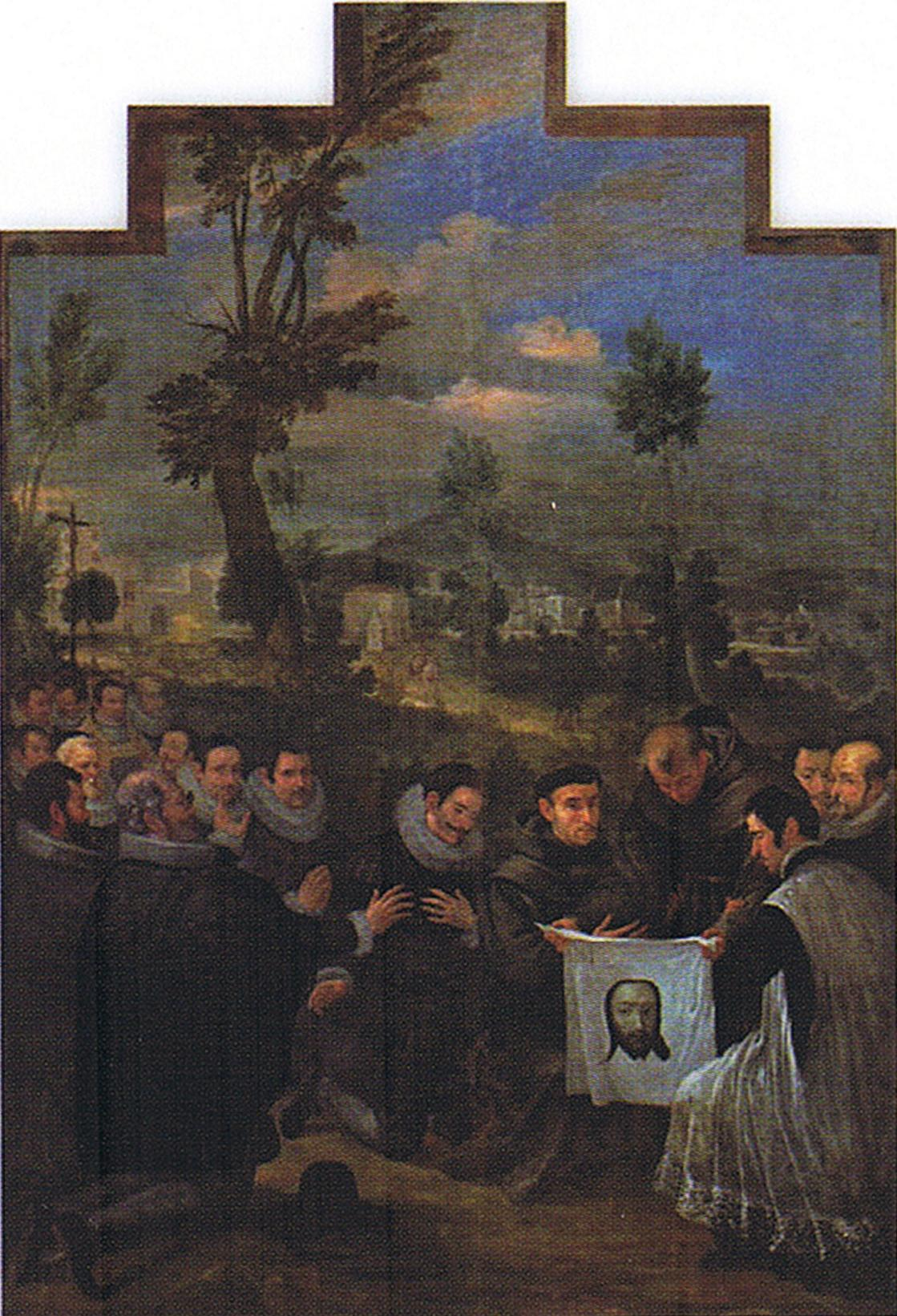
Milagro de la lágrima, 1680, Camarín del Monasterio de la Santa Faz, Alicante.

Juan Antonio Conchillos Falcó (Valencia, 1641-1711) fue un pintor barroco español, nacido en Valencia, donde aprendió el arte de la pintura con Esteban March.

## Biografía
Antonio Palomino, que trabó amistad con él tras su llegada a Valencia en 1697, asegura que pertenecía a una familia ilustre, tanto por la rama paterna, originaria de Castilla, como por la materna, valenciana, y que solo por su buen carácter pudo soportar los años de aprendizaje en el taller de Esteban March, hombre extravagante de quien el biógrafo recogió alguna anécdota cómica. Hacia 1670 Conchillos se trasladó a Madrid donde se reencontró con José García Hidalgo, antiguo condiscípulo, quien le proporcionó algunos trabajos, actualmente perdidos, para las iglesias madrileñas (serie de la vida de San Eloy para la iglesia de El Salvador). En Madrid asistió a las academias de dibujo y copió pinturas y esculturas de palacio, mejorando con ello su dominio del color en contacto con las tendencias del barroco decorativo que, a su regreso, contribuyó a introducir en la pintura valenciana, apegada aún a las fórmulas del naturalismo.
En Valencia pintó las historias del Cristo de Berito para su iglesia del Salvador, destruidas en la guerra civil española, y algunas otras citadas por Palomino, caracterizadas todas por su gran tamaño y, al parecer, también perdidas. Desde allí extendió su influencia a Murcia, donde se conserva un San Bartolomé en la iglesia de su título, y Alicante, donde quedan el ciclo de historias de la Santa Faz, de extraña iconografía, y los ángeles pintados para la bóveda del mismo camarín de la Santa Faz, obras plenamente barrocas en una dirección paralela a la de José Jiménez Donoso, como acredita la Inmaculada Concepción con ángeles y símbolos marianos de colección particular.

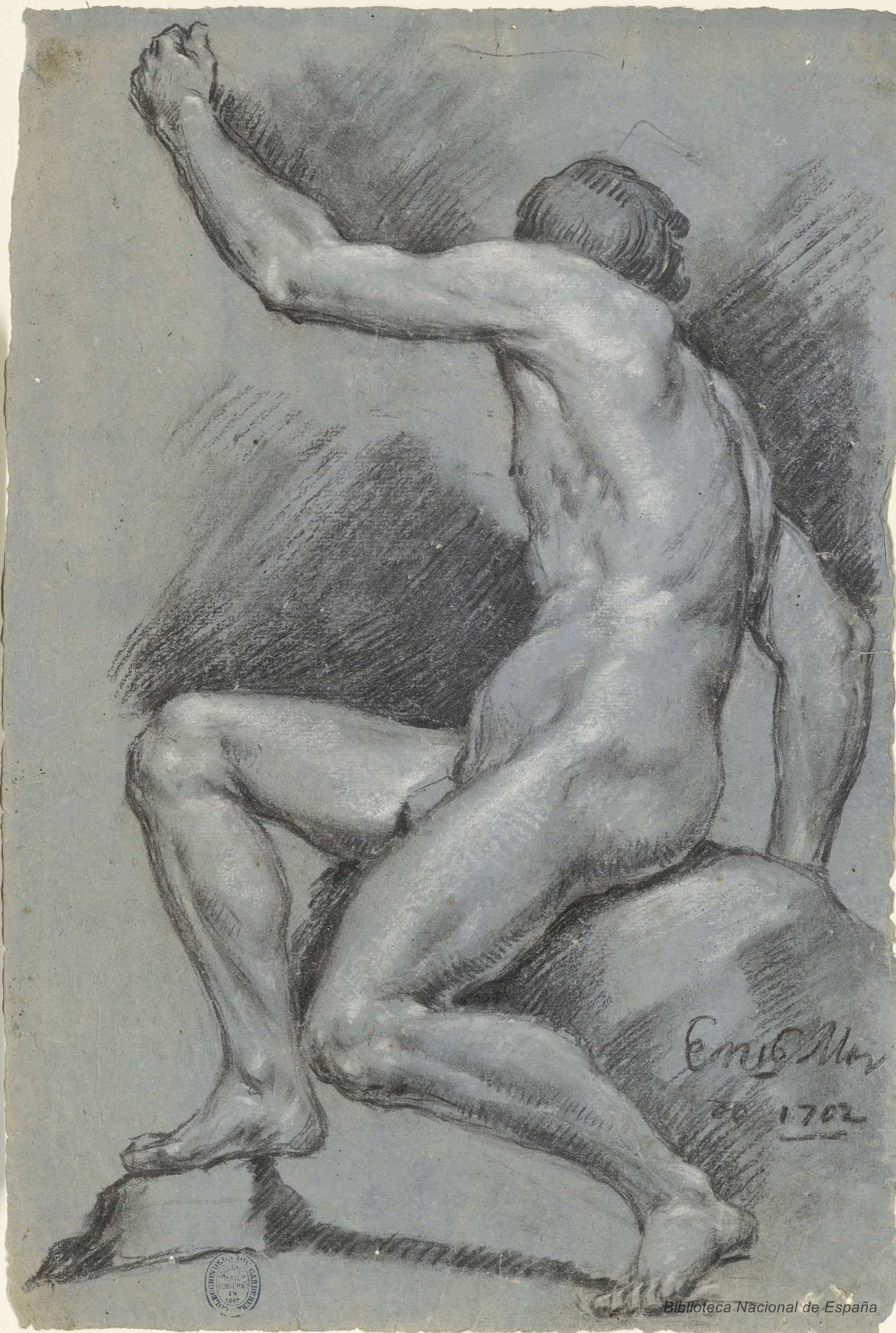
Academia, carboncillo y clarión sobre papel gris azulado, 435 x 295 mm. Fechado por el autor: En 16 Mar / de 1702. Madrid, Biblioteca Nacional de España.

Mejor conocida es su labor como dibujante. Según cuenta Palomino, tras asistir en Madrid a las academias de su tiempo, se ocupó él mismo de crear una en Valencia y la mantuvo en su propia casa «sin faltar a ella noche alguna, haciendo una figura de carbón cada noche». También solía dibujar a la aguada, tomando apuntes rápidos de «cuanto se le ofrecía, o de algún sitio caprichoso que hubiese visto». Gracias a esta costumbre y asiduidad en el estudio, se conservan un número inusualmente elevado de sus desnudos de Academia, casi todos ellos fechados con precisión, en diversos museos e instituciones, entre ellos el Museo del Prado y la Biblioteca Nacional de España.
Tuvo como discípulos a su propio hijo Manuel Antonio, a Vicente Bru y a Evaristo Muñoz. Murió en Valencia el 14 de mayo de 1711, después de algunos años apartado del oficio, paralítico y ciego.